# William Bridgeford
Sir William Bridgeford, avstralski general, * 28. julij 1894, † 21. september 1971.